# فهرست برندگان جایزه نوبل فیزیولوژی و پزشکی
جایزه نوبل فیزیولوژی یا پزشکی (به سوئدی: Nobelpriset i fysiologi eller medicin) هر ساله توسط انستیتوی کارولینسکا سوئد به دانشمندان و پزشکان در زمینه‌های مختلف فیزیولوژی یا پزشکی اعطا می‌شود. این جایزه یکی از پنج جایزهٔ نوبل است که بنا بر وصیت‌نامه سال ۱۸۹۵ آلفرد نوبل برای مشارکتهای برجسته در زمینه‌های فیزیک، شیمی، ادبیات، اقتصاد، صلح و فیزیولوژی یا پزشکی اهدا می‌شود.

بر اساس وصیت نوبل این جایزه توسط بنیاد نوبل اداره می‌شود و توسط کمیته‌ای متشکل از پنج عضو منتخب آکادمی علوم سلطنتی سوئد و یک دبیر اجرایی که توسط مؤسسه کارولینسکا انتخاب می‌شود به برندگان اعطا می‌شود.
این جایزه هر سال در تاریخ ۱۰ دسامبر که مصادف با سالگرد درگذشت آلفرد نوبل است در استکهلم به برندگان اهدا می‌شود. این جایزه اگرچه معمولاً به عنوان جایزهٔ نوبل پزشکی شناخته می‌شود اما آلفرد نوبل به‌طور خاص در وصیت نامه خویش اظهار داشته که این جایزه به «فیزیولوژی یا پزشکی» اهدا شود. به همین دلیل، این جایزه می‌تواند در طیف وسیعی از زمینه‌ها اهدا گردد. هر جایزه شامل یک مدال، یک دیپلم افتخار و جایزهٔ نقدی است که در طول سال‌های مختلف مقدار آن متفاوت بوده‌است.
اولین جایزه نوبل فیزیولوژی یا پزشکی در سال ۱۹۰۱ به امیل آدولف فون برینگ، از آلمان اهدا شد که مبلغ نقدی آن جایزه، ۱۵۰٬۷۸۲ کرون بود (معادل آن در دسامبر ۲۰۰۷ برابر با ۷٬۷۳۱٬۰۰۴ کرون است).
این جایزه در سال ۱۹۱۴ اعطا نشد، زیرا کمیته نوبل براین اعتقاد بودند که هیچ‌کدام از نامزدهای آن سال معیارهای لازم را جهت کسب جایزه برآورده نمی‌ساختند، اما در سال ۱۹۱۵ به روبرت بارانی اعطا شد و به عنوان جایزه ۱۹۱۴ شمرده شد.
در سال ۱۹۳۹، گرهارد دماک علی‌رغم تحریم جایزه نوبل توسط دولت آلمان، اجازه پذیرفت که فقط مدال و دیپلم این جایزه را بپذیرد و جایزه نقدی را دریافت نکرد.
جایزه نوبل فیزیولوژی یا پزشکی در سال‌های ۱۹۱۵ تا ۱۹۱۸، ۱۹۲۱، ۱۹۲۵، ۱۹۴۰ تا ۱۹۴۲ (جمعاً ۹ دوره) اعطا نشد.
این جایزه تاکنون (سال ۲۰۱۹)، به ۲۱۹ نفر اعطا شده‌است که دوازده نفر از آنها زن بوده‌اند.

## برندگان
| سال  | برندۀ جایزه    | برندۀ جایزه               | کشور                                  | دلیل اعطای جایزه                                                                                              | منبع           |
| ---- | -------------- | ------------------------- | ------------------------------------- | --- | -------------- |
| ۱۹۰۱ |                | امیل آدولف فون برینگ      | آلمان                                 | برای «تلاش در مبارزه با بیماری دیفتری».                                                                       | [ ۷ ]          |
| ۱۹۰۲ |                | رونالد راس                | بریتانیا · هند بریتانیا               | برای «کشف انتقال انگل مالاریا توسط پشه».                                                                      | [ ۸ ]          |
| ۱۹۰۳ |                | نیلز ریبرگ فینسن          | دانمارک · جزایر فارو                  | برای «درمان بیماری لوپوس ولگاریس، با تمرکز از پرتو».                                                          | [ ۹ ]          |
| ۱۹۰۴ |                | ایوان پاولف               | روسیه                                 | برای «تحقیقات در مورد چگونگی دستگاه گوارش انسان».                                                             | [ ۱۰ ]         |
| ۱۹۰۵ |                | روبرت کُخ                  | آلمان                                 | برای «کشف عامل بیماری سل».                                                                                    | [ ۱۱ ]         |
| ۱۹۰۶ |                | کامیلو گلجی               | ایتالیا                               | برای «شناخت ساختار بنیادین دستگاه عصبی».                                                                      | [ ۱۲ ]         |
| ۱۹۰۶ |                | سانتیاگو رامون کاخال      | اسپانیا                               | برای «شناخت ساختار بنیادین دستگاه عصبی».                                                                      | [ ۱۲ ]         |
| ۱۹۰۷ |                | شارل لاورن                | فرانسه                                | برای «پژوهش دربارهٔ نقش پروتوزوآ در بروز بیماری».                                                              | [ ۱۳ ]         |
| ۱۹۰۸ |                | ایلیا مچنیکو              | روسیه                                 | برای «معرفی و شناسائی سیستم ایمنی بدن».                                                                       | [ ۱۴ ]         |
| ۱۹۰۸ |                | پل الریخ                  | آلمان                                 | برای «معرفی و شناسائی سیستم ایمنی بدن».                                                                       | [ ۱۴ ]         |
| ۱۹۰۹ |                | امیل تئودور کوخر          | سوئیس                                 | برای «تحقیقات در فیزیولوژی، آسیب‌شناسی و جراحی غده تیروئید».                                                   | [ ۱۵ ]         |
| ۱۹۱۰ |                | آلبرشت کوسل               | آلمان                                 | برای «کمک به پیشرفت و شناساندن بیشتر دانش زیست‌شناسی سلولی و مطالعهٔ پروتئین‌های سلولی (اسید نوکلئیک)».          | [ ۱۶ ]         |
| ۱۹۱۱ |                | آلوار گالسترند            | سوئد                                  | برای «تحقیقات در زمینه فرایند بازتاب نور در چشم».                                                             | [ ۱۷ ]         |
| ۱۹۱۲ |                | آلکسیس کارل               | فرانسه                                | برای «تحقیقات گسترده دربارهٔ ساختار سیستم گردش خون و پیوند رگ‌های خونی».                                        | [ ۱۸ ]         |
| ۱۹۱۳ |                | شارل ریشه                 | فرانسه                                | برای «تحقیقات در زمینه شوک آنافیلاکسی».                                                                       | [ ۱۹ ]         |
| ۱۹۱۴ |                | روبرت بارانی              | اتریش-مجارستان                        | برای «تحقیقات در زمینه فیزیولوژی و آسیب‌شناسی دهلیزهای دستگاه شنوایی».                                         | [ ۴ ]          |
| ۱۹۱۵ | جایزه اعطا نشد | جایزه اعطا نشد            | جایزه اعطا نشد                        | جایزه اعطا نشد                                                                                                | جایزه اعطا نشد |
| ۱۹۱۶ | جایزه اعطا نشد | جایزه اعطا نشد            | جایزه اعطا نشد                        | جایزه اعطا نشد                                                                                                | جایزه اعطا نشد |
| ۱۹۱۷ | جایزه اعطا نشد | جایزه اعطا نشد            | جایزه اعطا نشد                        | جایزه اعطا نشد                                                                                                | جایزه اعطا نشد |
| ۱۹۱۸ | جایزه اعطا نشد | جایزه اعطا نشد            | جایزه اعطا نشد                        | جایزه اعطا نشد                                                                                                | جایزه اعطا نشد |
| ۱۹۱۹ |                | جولیوس بردت               | بلژیک                                 | برای «کشف دستگاه ایمنی بدن.»                                                                                  | [ ۲۰ ]         |
| ۱۹۲۰ |                | شاک کروگ                  | دانمارک                               | برای «کشف مکانیزیم مویینگی در جانداران».                                                                      | [ ۲۱ ]         |
| ۱۹۲۱ | جایزه اعطا نشد | جایزه اعطا نشد            | جایزه اعطا نشد                        | جایزه اعطا نشد                                                                                                | جایزه اعطا نشد |
| ۱۹۲۲ |                | آرچی‌بالد هیل              | بریتانیا                              | برای «تحقیقات در زمینه کار مکانیکی و تولید گرما درماهیچه».                                                    | [ ۲۲ ]         |
| ۱۹۲۲ |                | اتو فریتز میرهوف          | آلمان                                 | برای «کشف رابطه ثابت بین مصرف اکسیژن و متابولیسم اسید لاکتیک در ماهیچه‌ها (قندکافت)».                          | [ ۲۲ ]         |
| ۱۹۲۳ |                | فردریک بنتینگ             | کانادا                                | برای «کشف انسولین».                                                                                           | [ ۲۳ ]         |
| ۱۹۲۳ |                | جان مکلید                 | بریتانیا                              | برای «کشف انسولین».                                                                                           | [ ۲۳ ]         |
| ۱۹۲۴ |                | ویلم اینتهوون             | هلند                                  | برای «کشف سازوکار نوار قلب».                                                                                  | [ ۲۴ ]         |
| ۱۹۲۵ | جایزه اعطا نشد | جایزه اعطا نشد            | جایزه اعطا نشد                        | جایزه اعطا نشد                                                                                                | جایزه اعطا نشد |
| ۱۹۲۶ |                | ژوهانس فیبیگر             | دانمارک                               | برای «کشف اسپیروپترا کارسینوما».                                                                              | [ ۲۵ ]         |
| ۱۹۲۷ |                | یولیوس واگنر-یاورگ        | اتریش                                 | برای «کشف مایه کوبی مالاریا جهت جلوگیری از فلج کامل اندام».                                                   | [ ۲۶ ]         |
| ۱۹۲۸ |                | شارل نیکول                | فرانسه                                | برای «مبارزه علیه تیفوس».                                                                                     | [ ۲۷ ]         |
| ۱۹۲۹ |                | کریستین ایجکمن            | هلند                                  | برای «کشف تأثیر ویتامین بر ضد ویروس‌ها».                                                                       | [ ۲۸ ]         |
| ۱۹۲۹ |                | فردریک گولاند هاپکینز     | بریتانیا                              | برای «کشف تأثیر ویتامین در رشد».                                                                              | [ ۲۸ ]         |
| ۱۹۳۰ |                | کارل لندشتاینر            | اتریش                                 | برای «کشف گروه خونی»                                                                                          | [ ۲۹ ]         |
| ۱۹۳۱ |                | اتو واربورگ               | آلمان                                 | برای «کشف مکانیزم آنزیم و سیتوکروم»                                                                           | [ ۳۰ ]         |
| ۱۹۳۲ |                | چارلز شرینگتون            | بریتانیا                              | برای «کشفیات‌شان در خصوص عملکرد یاخته‌های عصبی».                                                                | [ ۳۱ ]         |
| ۱۹۳۲ |                | ادگار آدریان              | بریتانیا                              | برای «کشفیات‌شان در خصوص عملکرد یاخته‌های عصبی».                                                                | [ ۳۱ ]         |
| ۱۹۳۳ |                | توماس هانت مورگان         | ایالات متحده آمریکا                   | برای «کشف نقش کروموزوم در ژن‌های وراثت».                                                                       | [ ۳۲ ]         |
| ۱۹۳۴ |                | جرج ویپل                  | ایالات متحده آمریکا                   | برای «کشف درمان کبد در موارد کم خونی».                                                                        | [ ۳۳ ]         |
| ۱۹۳۴ |                | جرج مینوت                 | ایالات متحده آمریکا                   | برای «کشف درمان کبد در موارد کم خونی».                                                                        | [ ۳۳ ]         |
| ۱۹۳۴ |                | ویلیام مورفی              | ایالات متحده آمریکا                   | برای «کشف درمان کبد در موارد کم خونی».                                                                        | [ ۳۳ ]         |
| ۱۹۳۵ |                | هنس اسپمن                 | آلمان                                 | برای «کشف اثر تنظیم‌کننده بر شکل‌گیری جنین».                                                                    | [ ۳۴ ]         |
| ۱۹۳۶ |                | هنری هلت دیل              | بریتانیا                              | برای «کشف تبادلات شیمیایی پیام‌رسان عصبی».                                                                     | [ ۳۵ ]         |
| ۱۹۳۶ |                | اتو لوی                   | اتریش · آلمان                         | برای «کشف تبادلات شیمیایی پیام‌رسان عصبی».                                                                     | [ ۳۵ ]         |
| ۱۹۳۷ |                | آلبرت سنت-گیورگی          | مجارستان                              | برای «کشفیاتش در ارتباط با فرایند سوخت بیولوژیکی، با ارجاع به ویتامین ث و تجزیه اسید فوماریک».                | [ ۳۶ ]         |
| ۱۹۳۸ |                | کورنی هیمنس               | بلژیک                                 | برای «کشف سینوس و مکانیسم آئورت در تنفس».                                                                     | [ ۳۷ ]         |
| ۱۹۳۹ |                | گرهارد دماک               | آلمان                                 | برای «کشف اثر آنتی‌باکتریا پرونتوسیل».                                                                         | [ ۵ ]          |
| ۱۹۴۰ | جایزه اعطا نشد | جایزه اعطا نشد            | جایزه اعطا نشد                        | جایزه اعطا نشد                                                                                                | جایزه اعطا نشد |
| ۱۹۴۱ | جایزه اعطا نشد | جایزه اعطا نشد            | جایزه اعطا نشد                        | جایزه اعطا نشد                                                                                                | جایزه اعطا نشد |
| ۱۹۴۲ | جایزه اعطا نشد | جایزه اعطا نشد            | جایزه اعطا نشد                        | جایزه اعطا نشد                                                                                                | جایزه اعطا نشد |
| ۱۹۴۳ |                | هنریک دام                 | دانمارک                               | برای «کشف ویتامین ک».                                                                                         | [ ۳۸ ]         |
| ۱۹۴۳ |                | ادوارد دویسی              | ایالات متحده آمریکا                   | برای «کشف ساختار شیمیایی ویتامین ک».                                                                          | [ ۳۸ ]         |
| ۱۹۴۴ |                | جوزف ارلنگر               | ایالات متحده آمریکا                   | برای «اکتشافات در زمینه عملکرد بسیار متمایز فیبرهای عصبی تک (آسه)».                                           | [ ۳۹ ]         |
| ۱۹۴۴ |                | هربرت اسپنسر گسر          | ایالات متحده آمریکا                   | برای «اکتشافات در زمینه عملکرد بسیار متمایز فیبرهای عصبی تک (آسه)».                                           | [ ۳۹ ]         |
| ۱۹۴۵ |                | الکساندر فلمینگ           | بریتانیا                              | برای «کشف پنسیلین و اثرات درمانی آن بر روی بیماریهای عفونی».                                                  | [ ۴۰ ]         |
| ۱۹۴۵ |                | ارنست چین                 | بریتانیا                              | برای «کشف پنسیلین و اثرات درمانی آن بر روی بیماریهای عفونی».                                                  | [ ۴۰ ]         |
| ۱۹۴۵ |                | هوارد والتر فلوری         | استرالیا                              | برای «کشف پنسیلین و اثرات درمانی آن بر روی بیماریهای عفونی».                                                  | [ ۴۰ ]         |
| ۱۹۴۶ |                | هرمان جوزف مولر           | ایالات متحده آمریکا                   | برای «کشف تولید موتاسیون توسط پرتو ایکس».                                                                     | [ ۴۱ ]         |
| ۱۹۴۷ |                | کارل فردیناند کوری        | ایالات متحده آمریکا                   | برای «کشف فرایند تبدیل کاتالیزوری گلیکوژن».                                                                   | [ ۴۲ ]         |
| ۱۹۴۷ |                | گرتی کوری                 | ایالات متحده آمریکا                   | برای «کشف فرایند تبدیل کاتالیزوری گلیکوژن».                                                                   | [ ۴۲ ]         |
| ۱۹۴۷ |                | برناردو هوسای             | آرژانتین                              | برای «کشف عملکرد هورمون بخش پیشینِ (قدامی) غده هیپوفیز در متابولیسم قند موجود در خون».                         | [ ۴۲ ]         |
| ۱۹۴۸ |                | پل هرمان مولر             | سوئیس                                 | برای «کشف راندمان بالای دی کلرو دی فنیل تری کلرواتان (د.د. ت) به عنوان یک حشره‌کش».                            | [ ۴۳ ]         |
| ۱۹۴۹ |                | والتر رودلف هس            | سوئیس                                 | برای «کشف ساختار مناطقی از میان‌مغز که در کنترل و تعادل اندام‌های داخلی نقش دارند».                             | [ ۴۴ ]         |
| ۱۹۴۹ |                | آنتونیو اگاس مونیس        | پرتغال                                | برای «ابداع یک نوع عمل جراحی بر لوب پیشانی مغز که باعنوان لوبوتومی شناخته می‌شود».                             | [ ۴۴ ]         |
| ۱۹۵۰ |                | فیلیپ هنچ                 | ایالات متحده آمریکا                   | برای «کشف ساختار و اثرات بیولوژیکی هورمونهای غده فوق کلیوی».                                                  | [ ۴۵ ]         |
| ۱۹۵۰ |                | ادوارد کالوین کندال       | ایالات متحده آمریکا                   | برای «کشف ساختار و اثرات بیولوژیکی هورمونهای غده فوق کلیوی».                                                  | [ ۴۵ ]         |
| ۱۹۵۰ |                | تادئوس رایش‌اشتین          | سوئیس                                 | برای «کشف ساختار و اثرات بیولوژیکی هورمونهای غده فوق کلیوی».                                                  | [ ۴۵ ]         |
| ۱۹۵۱ |                | مکس ثایلر                 | آفریقای جنوبی                         | برای «کشف تب زرد و تحقیقات در زمینه راه‌های مقابله با آن».                                                     | [ ۴۶ ]         |
| ۱۹۵۲ |                | سلمان واکسمن              | ایالات متحده آمریکا                   | برای «کشف استرپتومایسین، اولین آنتی‌بیوتیک مؤثر در مقابل سل».                                                  | [ ۴۷ ]         |
| ۱۹۵۳ |                | هانس آدولف کربس           | بریتانیا                              | برای «کشف چرخه اسید سیتریک».                                                                                  | [ ۴۸ ]         |
| ۱۹۵۳ |                | فریتس آلبرت لیپمان        | ایالات متحده آمریکا                   | برای «کشف کوآنزیم آ و اهمیت آن به‌عنوان واسطهٔ متابولیسم».                                                      | [ ۴۸ ]         |
| ۱۹۵۴ |                | جان اندرز                 | ایالات متحده آمریکا                   | برای «کشفشان مبنی بر اینکه ویروس فلج اطفال درانواع بافتها قابلیت رشد و تکثیر دارد».                           | [ ۴۹ ]         |
| ۱۹۵۴ |                | فردریک چپمن رابینز        | ایالات متحده آمریکا                   | برای «کشفشان مبنی بر اینکه ویروس فلج اطفال درانواع بافتها قابلیت رشد و تکثیر دارد».                           | [ ۴۹ ]         |
| ۱۹۵۴ |                | تامس هاکل ولر             | ایالات متحده آمریکا                   | برای «کشفشان مبنی بر اینکه ویروس فلج اطفال درانواع بافتها قابلیت رشد و تکثیر دارد».                           | [ ۴۹ ]         |
| ۱۹۵۵ |                | هیوگو ثیورل               | سوئد                                  | برای «کشف در مورد ماهیت و عملکرد طبیعی آنزیم‌های اکسیداسیون».                                                  | [ ۵۰ ]         |
| ۱۹۵۶ |                | آندره فردریک کورنان       | ایالات متحده آمریکا                   | برای «کشفشان مبنی بر کاتتریزاسیون قلبی و آسیب‌های دستگاه گردش خون».                                            | [ ۵۱ ]         |
| ۱۹۵۶ |                | ورنر فورسمان              | آلمان غربی                            | برای «کشفشان مبنی بر کاتتریزاسیون قلبی و آسیب‌های دستگاه گردش خون».                                            | [ ۵۱ ]         |
| ۱۹۵۶ |                | دیکینسن دبلیو. ریچاردز    | ایالات متحده آمریکا                   | برای «کشفشان مبنی بر کاتتریزاسیون قلبی و آسیب‌های دستگاه گردش خون».                                            | [ ۵۱ ]         |
| ۱۹۵۷ |                | دانیل باوت                | ایتالیا                               | برای «اکتشافاتش مبنی بر ترکیبات آنتی‌هیستامین و نقش آن در دستگاه گردش خون، عضلات و استخوانها».                 | [ ۵۲ ]         |
| ۱۹۵۸ |                | جورج بیدل                 | ایالات متحده آمریکا                   | برای «کشفشان مبنی بر اینکه ژنها با تنظیم وقایع شیمیایی مشخص عمل می‌کنند».                                      | [ ۵۳ ]         |
| ۱۹۵۸ |                | ادوارد لوری تاتوم         | ایالات متحده آمریکا                   | برای «کشفشان مبنی بر اینکه ژنها با تنظیم وقایع شیمیایی مشخص عمل می‌کنند».                                      | [ ۵۳ ]         |
| ۱۹۵۸ |                | جاشوآ لدربرگ              | ایالات متحده آمریکا                   | برای «اکتشافاتش در مورد نوترکیبی ژنی و سازماندهی مواد ژنتیکی باکتریها».                                       | [ ۵۳ ]         |
| ۱۹۵۹ |                | آرتور کورنبرگ             | ایالات متحده آمریکا                   | برای «کشف و بررسی مکانیزم سنتز بیولوژیکی آران‌ای و دی‌ان‌ای».                                                    | [ ۵۴ ]         |
| ۱۹۵۹ |                | سورو اوچوآ                | ایالات متحده آمریکا · اسپانیا         | برای «کشف و بررسی مکانیزم سنتز بیولوژیکی آران‌ای و دی‌ان‌ای».                                                    | [ ۵۴ ]         |
| ۱۹۶۰ |                | فرانک مک‌فارلن بارنت       | استرالیا                              | برای «کشف و بررسی میزان تحمل آسیب‌ها».                                                                         | [ ۵۵ ]         |
| ۱۹۶۰ |                | پیتر مداوار               | برزیل · بریتانیا                      | برای «کشف و بررسی میزان تحمل آسیب‌ها».                                                                         | [ ۵۵ ]         |
| ۱۹۶۱ |                | گئورگ فون بیکیشی          | ایالات متحده آمریکا                   | برای «اکتشاف مکانیسم فیزیکی تحریک در داخل حلزون گوش».                                                         | [ ۵۶ ]         |
| ۱۹۶۲ |                | فرانسیس کریک              | بریتانیا                              | برای «کشف ساختار مولکولی اسید نوکلئیک و اهمیت آن جهت انتقال اطلاعات در مواد زنده».                            | [ ۵۷ ]         |
| ۱۹۶۲ |                | جیمز واتسون               | ایالات متحده آمریکا                   | برای «کشف ساختار مولکولی اسید نوکلئیک و اهمیت آن جهت انتقال اطلاعات در مواد زنده».                            | [ ۵۷ ]         |
| ۱۹۶۲ |                | موریس ویلکینز             | نیوزیلند · بریتانیا                   | برای «کشف ساختار مولکولی اسید نوکلئیک و اهمیت آن جهت انتقال اطلاعات در مواد زنده».                            | [ ۵۷ ]         |
| ۱۹۶۳ |                | جان کارو اکلس             | استرالیا                              | برای «کشف مکانیزم یون‌های درگیر در تحریک و مهار عصب محیطی و مرکزی و غشای یاخته‌های عصبی».                       | [ ۵۸ ]         |
| ۱۹۶۳ |                | الن هاجکین                | بریتانیا                              | برای «کشف مکانیزم یون‌های درگیر در تحریک و مهار عصب محیطی و مرکزی و غشای یاخته‌های عصبی».                       | [ ۵۸ ]         |
| ۱۹۶۳ |                | اندرو هاکسلی              | بریتانیا                              | برای «کشف مکانیزم یون‌های درگیر در تحریک و مهار عصب محیطی و مرکزی و غشای یاخته‌های عصبی».                       | [ ۵۸ ]         |
| ۱۹۶۴ |                | کنراد امیل بلوخ           | ایالات متحده آمریکا                   | برای «کشف مکانیسم تنظیم کلسترول و متابولیسم اسید چرب».                                                        | [ ۵۹ ]         |
| ۱۹۶۴ |                | فئودور فلیکس کنراد لینن   | آلمان غربی                            | برای «کشف مکانیسم تنظیم کلسترول و متابولیسم اسید چرب».                                                        | [ ۵۹ ]         |
| ۱۹۶۵ |                | فرانسوا ژاکوب             | فرانسه                                | برای «کشف کنترل ژنتیکی (رونویسی (ژنتیک)) آنزیم‌ها و سنتز ویروس‌ها (پروویروس)».                                  | [ ۶۰ ]         |
| ۱۹۶۵ |                | آندره لووف                | فرانسه                                | برای «کشف کنترل ژنتیکی (رونویسی (ژنتیک)) آنزیم‌ها و سنتز ویروس‌ها (پروویروس)».                                  | [ ۶۰ ]         |
| ۱۹۶۵ |                | ژاک مونو                  | فرانسه                                | برای «کشف کنترل ژنتیکی (رونویسی (ژنتیک)) آنزیم‌ها و سنتز ویروس‌ها (پروویروس)».                                  | [ ۶۰ ]         |
| ۱۹۶۶ |                | فرانسیس پیتون راوس        | ایالات متحده آمریکا                   | برای «کشف نئوپلاسم ایجادشده از ویروسها».                                                                      | [ ۶۱ ]         |
| ۱۹۶۶ |                | چارلز برنتون هاگینز       | ایالات متحده آمریکا                   | برای «اکتشاف درمان هورمونی سرطان پروستات».                                                                    | [ ۶۱ ]         |
| ۱۹۶۷ |                | راگنار گرانیت             | فنلاند · سوئد                         | برای «کشف و بررسی فرآیندهای فیزیولوژیکی و شیمیایی اولیه در چشم».                                              | [ ۶۲ ]         |
| ۱۹۶۷ |                | هالدن کفر هارتلین         | ایالات متحده آمریکا                   | برای «کشف و بررسی فرآیندهای فیزیولوژیکی و شیمیایی اولیه در چشم».                                              | [ ۶۲ ]         |
| ۱۹۶۷ |                | جرج والد                  | ایالات متحده آمریکا                   | برای «کشف و بررسی فرآیندهای فیزیولوژیکی و شیمیایی اولیه در چشم».                                              | [ ۶۲ ]         |
| ۱۹۶۸ |                | رابرت دبلیو. هالی         | ایالات متحده آمریکا                   | برای «تفسیر رمز ژنتیکی و عملکرد آن در زیست‌ساخت پروتئین».                                                      | [ ۶۳ ]         |
| ۱۹۶۸ |                | هار گوبیند کورانا         | هند · ایالات متحده آمریکا             | برای «تفسیر رمز ژنتیکی و عملکرد آن در زیست‌ساخت پروتئین».                                                      | [ ۶۳ ]         |
| ۱۹۶۸ |                | مارشال وارن نایرنبرگ      | ایالات متحده آمریکا                   | برای «تفسیر رمز ژنتیکی و عملکرد آن در زیست‌ساخت پروتئین».                                                      | [ ۶۳ ]         |
| ۱۹۶۹ |                | مکس دلبروک                | ایالات متحده آمریکا                   | برای «کشف مکانیزم تکثیر و ساختار ژنتیکی ویروس‌ها».                                                             | [ ۶۴ ]         |
| ۱۹۶۹ |                | آلفرد هرشی                | ایالات متحده آمریکا                   | برای «کشف مکانیزم تکثیر و ساختار ژنتیکی ویروس‌ها».                                                             | [ ۶۴ ]         |
| ۱۹۶۹ |                | سالوادور لوریا            | ایالات متحده آمریکا                   | برای «کشف مکانیزم تکثیر و ساختار ژنتیکی ویروس‌ها».                                                             | [ ۶۴ ]         |
| ۱۹۷۰ |                | جولیوس اکسلراد            | ایالات متحده آمریکا                   | برای «کشف فرستنده‌های هومورال در پایانه‌های عصبی و مکانیسم ذخیره، انتشار و غیرفعال‌کردن آنها».                   | [ ۶۵ ]         |
| ۱۹۷۰ |                | اولف فون اویلر            | سوئد                                  | برای «کشف فرستنده‌های هومورال در پایانه‌های عصبی و مکانیسم ذخیره، انتشار و غیرفعال‌کردن آنها».                   | [ ۶۵ ]         |
| ۱۹۷۰ |                | برنارد کتس                | بریتانیا                              | برای «کشف فرستنده‌های هومورال در پایانه‌های عصبی و مکانیسم ذخیره، انتشار و غیرفعال‌کردن آنها».                   | [ ۶۵ ]         |
| ۱۹۷۱ |                | ارل ویلبر سادرلند، جونیور | ایالات متحده آمریکا                   | برای «اکتشافات در مورد مکانیسم عمل هورمون‌ها».                                                                 | [ ۶۶ ]         |
| ۱۹۷۲ |                | جرالد ادلمن               | ایالات متحده آمریکا                   | برای «کشفشان در مورد ساختار شیمیایی پادتن‌ها».                                                                 | [ ۶۷ ]         |
| ۱۹۷۲ |                | رادنی رابرت پورتر         | بریتانیا                              | برای «کشفشان در مورد ساختار شیمیایی پادتن‌ها».                                                                 | [ ۶۷ ]         |
| ۱۹۷۳ |                | کارل فون فریش             | آلمان غربی                            | برای «اکتشافات آنها در مورد سازمان‌دهی و استنباط از الگوهای رفتار فردی و اجتماعی».                             | [ ۶۸ ]         |
| ۱۹۷۳ |                | کنراد لورنتس              | اتریش                                 | برای «اکتشافات آنها در مورد سازمان‌دهی و استنباط از الگوهای رفتار فردی و اجتماعی».                             | [ ۶۸ ]         |
| ۱۹۷۳ |                | نیکلاس تینبرگن            | هلند                                  | برای «اکتشافات آنها در مورد سازمان‌دهی و استنباط از الگوهای رفتار فردی و اجتماعی».                             | [ ۶۸ ]         |
| ۱۹۷۴ |                | آلبر کلود                 | بلژیک                                 | برای «اکتشافات آنها در مورد ساختار و عملکرد یاخته».                                                           | [ ۶۹ ]         |
| ۱۹۷۴ |                | کریستین دو دوو            | بلژیک                                 | برای «اکتشافات آنها در مورد ساختار و عملکرد یاخته».                                                           | [ ۶۹ ]         |
| ۱۹۷۴ |                | جرج امیل پالاده           | جمهوری سوسیالیستی رومانی              | برای «اکتشافات آنها در مورد ساختار و عملکرد یاخته».                                                           | [ ۶۹ ]         |
| ۱۹۷۵ |                | دیوید بالتیمور            | ایالات متحده آمریکا                   | برای «کشف تعامل بین ویروس سرطانزا و مواد ژنتیکی سلول».                                                        | [ ۷۰ ]         |
| ۱۹۷۵ |                | رناتو دولبکو              | ایتالیا · ایالات متحده آمریکا         | برای «کشف تعامل بین ویروس سرطانزا و مواد ژنتیکی سلول».                                                        | [ ۷۰ ]         |
| ۱۹۷۵ |                | هاوارد مارتین تمین        | ایالات متحده آمریکا                   | برای «کشف تعامل بین ویروس سرطانزا و مواد ژنتیکی سلول».                                                        | [ ۷۰ ]         |
| ۱۹۷۶ |                | باروخ اس. بلومبرگ         | ایالات متحده آمریکا                   | برای «کشف مکانیسم‌های جدید در نحوه شناخت منشأ و انتشار بیماری‌های عفونی».                                       | [ ۷۱ ]         |
| ۱۹۷۶ |                | دانیل کارلتون گایداشک     | ایالات متحده آمریکا                   | برای «کشف مکانیسم‌های جدید در نحوه شناخت منشأ و انتشار بیماری‌های عفونی».                                       | [ ۷۱ ]         |
| ۱۹۷۷ |                | روژه گیمن                 | ایالات متحده آمریکا                   | برای «کشف چگونگی تولید هورمون‌های پپتیدی در مغز».                                                              | [ ۷۲ ]         |
| ۱۹۷۷ |                | اندرو شالی                | کانادا · لهستان · ایالات متحده آمریکا | برای «کشف چگونگی تولید هورمون‌های پپتیدی در مغز».                                                              | [ ۷۲ ]         |
| ۱۹۷۷ |                | روزالین سوسمن یالو        | ایالات متحده آمریکا                   | برای «توسعه رادیوایمونواسی هورمون‌های پپتیدی».                                                                 | [ ۷۲ ]         |
| ۱۹۷۸ |                | ورنر آربر                 | سوئیس                                 | برای «کشف اندونوکلئازهای محدودکننده و کاربرد آنها در مشکلات ژنتیک مولکولی».                                   | [ ۷۳ ]         |
| ۱۹۷۸ |                | دنیل ناتانس               | ایالات متحده آمریکا                   | برای «کشف اندونوکلئازهای محدودکننده و کاربرد آنها در مشکلات ژنتیک مولکولی».                                   | [ ۷۳ ]         |
| ۱۹۷۸ |                | همیلتون او. اسمیت         | ایالات متحده آمریکا                   | برای «کشف اندونوکلئازهای محدودکننده و کاربرد آنها در مشکلات ژنتیک مولکولی».                                   | [ ۷۳ ]         |
| ۱۹۷۹ |                | آلن کورماک                | آفریقای جنوبی                         | برای «توسعه مقطع‌نگاری رایانه‌ای (سی‌تی اسکن)».                                                                  | [ ۷۴ ]         |
| ۱۹۷۹ |                | گادفری هانسفیلد           | بریتانیا                              | برای «توسعه مقطع‌نگاری رایانه‌ای (سی‌تی اسکن)».                                                                  | [ ۷۴ ]         |
| ۱۹۸۰ |                | باروخ بن الصراف           | ونزوئلا                               | برای «اکتشافات آنها در مورد ساختار ژنتیکی مجموعه سازگاری بافتی اصلی که سیستم ایمنی را تنظیم می‌کنند».          | [ ۷۵ ]         |
| ۱۹۸۰ |                | ژان دوسه                  | فرانسه                                | برای «اکتشافات آنها در مورد ساختار ژنتیکی مجموعه سازگاری بافتی اصلی که سیستم ایمنی را تنظیم می‌کنند».          | [ ۷۵ ]         |
| ۱۹۸۰ |                | جرج دیویس سنل             | ایالات متحده آمریکا                   | برای «اکتشافات آنها در مورد ساختار ژنتیکی مجموعه سازگاری بافتی اصلی که سیستم ایمنی را تنظیم می‌کنند».          | [ ۷۵ ]         |
| ۱۹۸۱ |                | راجر ولکات اسپری          | ایالات متحده آمریکا                   | برای «بررسی دقیق عملکرد تخصصی نیم‌کره‌های مغز».                                                                 | [ ۷۶ ]         |
| ۱۹۸۱ |                | دیوید اچ. هیوبل           | کانادا                                | برای «بررسی در مورد پردازش اطلاعات در فیزیولوژی دستگاه بینایی».                                               | [ ۷۶ ]         |
| ۱۹۸۱ |                | تورشتن ویسل               | سوئد                                  | برای «بررسی در مورد پردازش اطلاعات در فیزیولوژی دستگاه بینایی».                                               | [ ۷۶ ]         |
| ۱۹۸۲ |                | سونه بریسترم              | سوئد                                  | برای «اکتشافات آنها در مورد پروستاگلاندین‌ها و مواد فعال بیولوژیکی مرتبط».                                     | [ ۷۷ ]         |
| ۱۹۸۲ |                | بنگت ساموئلسون            | سوئد                                  | برای «اکتشافات آنها در مورد پروستاگلاندین‌ها و مواد فعال بیولوژیکی مرتبط».                                     | [ ۷۷ ]         |
| ۱۹۸۲ |                | سِر جان رابرت وین          | ایالات متحده آمریکا                   | برای «اکتشافات آنها در مورد پروستاگلاندین‌ها و مواد فعال بیولوژیکی مرتبط».                                     | [ ۷۷ ]         |
| ۱۹۸۳ |                | باربارا مک‌کلینتاک         | ایالات متحده آمریکا                   | برای «کشف سازه جابجاشدنی (توالی دی‌ان‌ای)».                                                                     | [ ۷۸ ]         |
| ۱۹۸۴ |                | نیل کای یرنه              | دانمارک                               | برای «نظریه‌های مربوط به توسعه و کنترل دستگاه ایمنی و کشف عوامل تولید پادتن مونوکلونال».                       | [ ۷۹ ]         |
| ۱۹۸۴ |                | ژرژ جی.اف. کوهلر          | آلمان غربی                            | برای «نظریه‌های مربوط به توسعه و کنترل دستگاه ایمنی و کشف عوامل تولید پادتن مونوکلونال».                       | [ ۷۹ ]         |
| ۱۹۸۴ |                | سزار میلستین              | آرژانتین · بریتانیا                   | برای «نظریه‌های مربوط به توسعه و کنترل دستگاه ایمنی و کشف عوامل تولید پادتن مونوکلونال».                       | [ ۷۹ ]         |
| ۱۹۸۵ |                | مایکل اس. براون           | ایالات متحده آمریکا                   | برای «بررسی در مورد تنظیم متابولیسم کلسترول».                                                                 | [ ۸۰ ]         |
| ۱۹۸۵ |                | جوزف ال. گلدستین          | ایالات متحده آمریکا                   | برای «بررسی در مورد تنظیم متابولیسم کلسترول».                                                                 | [ ۸۰ ]         |
| ۱۹۸۶ |                | استنلی کوهن               | ایالات متحده آمریکا                   | برای «کشف فاکتور رشد».                                                                                        | [ ۸۱ ]         |
| ۱۹۸۶ |                | ریتا لوی مونتالچینی       | ایتالیا                               | برای «کشف فاکتور رشد».                                                                                        | [ ۸۱ ]         |
| ۱۹۸۷ |                | سوسومو تونگاوا            | ژاپن                                  | برای «کشف اصول ژنتیکی در تولید و تنوع پادتن‌ها».                                                               | [ ۸۲ ]         |
| ۱۹۸۸ |                | جیمز دبلیو بلک            | بریتانیا                              | برای «کشف چگونگی ساخت پروپرانولول».                                                                           | [ ۸۳ ]         |
| ۱۹۸۸ |                | گرترود بی. الیون          | ایالات متحده آمریکا                   | برای «کشف چگونگی ساخت پروپرانولول».                                                                           | [ ۸۳ ]         |
| ۱۹۸۸ |                | جرج اچ. هیچینگز           | ایالات متحده آمریکا                   | برای «کشف چگونگی ساخت پروپرانولول».                                                                           | [ ۸۳ ]         |
| ۱۹۸۹ |                | جی. مایکل بیشاپ           | ایالات متحده آمریکا                   | برای «کشف منشأ سلولی آنکوژنهای رتروویروس».                                                                    | [ ۸۴ ]         |
| ۱۹۸۹ |                | هارولد وارموس             | ایالات متحده آمریکا                   | برای «کشف منشأ سلولی آنکوژنهای رتروویروس».                                                                    | [ ۸۴ ]         |
| ۱۹۹۰ |                | جوزف موری                 | ایالات متحده آمریکا                   | برای «اکتشافات آنها در مورد پیوند عضو و سلول بنیادی در درمان بیماری‌های انسان».                                | [ ۸۵ ]         |
| ۱۹۹۰ |                | ادوارد دونال توماس        | ایالات متحده آمریکا                   | برای «اکتشافات آنها در مورد پیوند عضو و سلول بنیادی در درمان بیماری‌های انسان».                                | [ ۸۵ ]         |
| ۱۹۹۱ |                | اروین نییر                | آلمان غربی                            | برای «کشف در مورد عملکرد مجرای یونی در سلول‌ها».                                                               | [ ۸۶ ]         |
| ۱۹۹۱ |                | برت ساکمن                 | آلمان غربی                            | برای «کشف در مورد عملکرد مجرای یونی در سلول‌ها».                                                               | [ ۸۶ ]         |
| ۱۹۹۲ |                | ادموند اچ. فیشر           | سوئیس · ایالات متحده آمریکا           | برای «اکتشافات آنها در مورد برگشت پذیریِ فسفوریلاسیون پروتئین به عنوان یک مکانیسم بیولوژیکی».                  | [ ۸۷ ]         |
| ۱۹۹۲ |                | ادوین جی. کربس            | ایالات متحده آمریکا                   | برای «اکتشافات آنها در مورد برگشت پذیریِ فسفوریلاسیون پروتئین به عنوان یک مکانیسم بیولوژیکی».                  | [ ۸۷ ]         |
| ۱۹۹۳ |                | ریچارد رابرتس             | بریتانیا                              | برای «کشف فرایند تقسیم ژن‌ها».                                                                                 | [ ۸۸ ]         |
| ۱۹۹۳ |                | فیلیپ آلن شارپ            | ایالات متحده آمریکا                   | برای «کشف فرایند تقسیم ژن‌ها».                                                                                 | [ ۸۸ ]         |
| ۱۹۹۴ |                | آلفرد جی. گیلمان          | ایالات متحده آمریکا                   | برای «کشفِ جی‌پروتئین و نقش این پروتئین‌ها در ترارسانی پیام سلول‌ها».                                             | [ ۸۹ ]         |
| ۱۹۹۴ |                | مارتین رادبل              | ایالات متحده آمریکا                   | برای «کشفِ جی‌پروتئین و نقش این پروتئین‌ها در ترارسانی پیام سلول‌ها».                                             | [ ۸۹ ]         |
| ۱۹۹۵ |                | ادوارد بی. لوئیس          | ایالات متحده آمریکا                   | برای «کشفِ کنترل ژنتیکی در مراحل اولیهٔ رویان‌زایی».                                                             | [ ۹۰ ]         |
| ۱۹۹۵ |                | کریستیانه نوسلاین-فولهارت | آلمان غربی                            | برای «کشفِ کنترل ژنتیکی در مراحل اولیهٔ رویان‌زایی».                                                             | [ ۹۰ ]         |
| ۱۹۹۵ |                | اریک اف. ویشاوس           | ایالات متحده آمریکا                   | برای «کشفِ کنترل ژنتیکی در مراحل اولیهٔ رویان‌زایی».                                                             | [ ۹۰ ]         |
| ۱۹۹۶ |                | پیتر سی. دوهرتی           | استرالیا                              | برای «کشفِ عملکرد مجموعه سازگاری بافتی اصلی».                                                                  | [ ۹۱ ]         |
| ۱۹۹۶ |                | رلف مارتین تسینکرناگل     | سوئیس                                 | برای «کشفِ عملکرد مجموعه سازگاری بافتی اصلی».                                                                  | [ ۹۱ ]         |
| ۱۹۹۷ |                | استنلی پریسینر            | ایالات متحده آمریکا                   | برای «کشفِ پریون - یک عامل بیولوژیکی جدید در عفونت».                                                           | [ ۹۲ ]         |
| ۱۹۹۸ |                | رابرت فرانسیس فوچگات      | ایالات متحده آمریکا                   | برای «کشفِ نیتریک اکسید به عنوان یک مولکول مهم در سیگنالینگ سلولی».                                            | [ ۹۳ ]         |
| ۱۹۹۸ |                | لوئیز ایگنارو             | ایالات متحده آمریکا                   | برای «کشفِ نیتریک اکسید به عنوان یک مولکول مهم در سیگنالینگ سلولی».                                            | [ ۹۳ ]         |
| ۱۹۹۸ |                | فرید مراد                 | ایالات متحده آمریکا                   | برای «کشفِ نیتریک اکسید به عنوان یک مولکول مهم در سیگنالینگ سلولی».                                            | [ ۹۳ ]         |
| ۱۹۹۹ |                | گونتر بلوبل               | آلمان · ایالات متحده آمریکا           | برای «کشفِ اینکه پروتئین‌ها دارای سیگنال‌های ذاتی هستند که جابجائی و محل استقرار آنها را در سلول کنترل می‌کند».   | [ ۹۴ ]         |
| ۲۰۰۰ |                | آروید کارلسون             | سوئد                                  | برای «کشفِ ترارسانی پیام در دستگاه عصبی».                                                                      | [ ۹۵ ]         |
| ۲۰۰۰ |                | پال گرینگارد              | ایالات متحده آمریکا                   | برای «کشفِ ترارسانی پیام در دستگاه عصبی».                                                                      | [ ۹۵ ]         |
| ۲۰۰۰ |                | اریک کندل                 | ایالات متحده آمریکا                   | برای «کشفِ ترارسانی پیام در دستگاه عصبی».                                                                      | [ ۹۵ ]         |
| ۲۰۰۱ |                | لیلند هارتول              | ایالات متحده آمریکا                   | برای «اکتشافات‌شان در زمینه نحوه کارکرد چرخه سلولی».                                                           | [ ۹۶ ]         |
| ۲۰۰۱ |                | تیم هانت                  | بریتانیا                              | برای «اکتشافات‌شان در زمینه نحوه کارکرد چرخه سلولی».                                                           | [ ۹۶ ]         |
| ۲۰۰۱ |                | پائول نرس                 | بریتانیا                              | برای «اکتشافات‌شان در زمینه نحوه کارکرد چرخه سلولی».                                                           | [ ۹۶ ]         |
| ۲۰۰۲ |                | سیدنی برنر                | آفریقای جنوبی                         | برای «اکتشافات‌شان در زمینهٔ نقش تنظیم ژنتیکی در رشد اعضای بدن و خزان یاخته‌ای».                                 | [ ۹۷ ]         |
| ۲۰۰۲ |                | رابرت هرویتس              | ایالات متحده آمریکا                   | برای «اکتشافات‌شان در زمینهٔ نقش تنظیم ژنتیکی در رشد اعضای بدن و خزان یاخته‌ای».                                 | [ ۹۷ ]         |
| ۲۰۰۲ |                | جان سالستن                | بریتانیا                              | برای «اکتشافات‌شان در زمینهٔ نقش تنظیم ژنتیکی در رشد اعضای بدن و خزان یاخته‌ای».                                 | [ ۹۷ ]         |
| ۲۰۰۳ |                | پال لاتربور               | ایالات متحده آمریکا                   | "برای «کشف تصویرسازی تشدید مغناطیسی (ام‌آرآی)».                                                                | [ ۹۸ ]         |
| ۲۰۰۳ |                | پیتر منزفیلد              | بریتانیا                              | "برای «کشف تصویرسازی تشدید مغناطیسی (ام‌آرآی)».                                                                | [ ۹۸ ]         |
| ۲۰۰۴ |                | ریچارد اکسل               | ایالات متحده آمریکا                   | برای «پژوهش در مورد حس بویایی در انسان و کشف خانواده‌ای از ژن‌ها».                                              | [ ۹۹ ]         |
| ۲۰۰۴ |                | لیندا باک                 | ایالات متحده آمریکا                   | برای «پژوهش در مورد حس بویایی در انسان و کشف خانواده‌ای از ژن‌ها».                                              | [ ۹۹ ]         |
| ۲۰۰۵ |                | بری مارشال                | استرالیا                              | برای «کشف هلیکوباکتر پیلوری و رابطه‌اش در ایجاد زخم‌های روده و معده».                                           | [ ۱۰۰ ]        |
| ۲۰۰۵ |                | رابین وارن                | استرالیا                              | برای «کشف هلیکوباکتر پیلوری و رابطه‌اش در ایجاد زخم‌های روده و معده».                                           | [ ۱۰۰ ]        |
| ۲۰۰۶ |                | اندرو فایر                | ایالات متحده آمریکا                   | برای «کشف روند آران‌ای مداخله‌گر درون سلول».                                                                    | [ ۱۰۱ ]        |
| ۲۰۰۶ |                | کریگ ملو                  | ایالات متحده آمریکا                   | برای «کشف روند آران‌ای مداخله‌گر درون سلول».                                                                    | [ ۱۰۱ ]        |
| ۲۰۰۷ |                | ماریو کاپکی               | ایالات متحده آمریکا                   | برای «اکتشاف و تحقیقات پیرامون معرفی تغییرات خاص ژن در موش‌های آزمایشگاهی با استفاده از سلولهای بنیادی جنینی». | [ ۱۰۲ ]        |
| ۲۰۰۷ |                | مارتین اونز               | بریتانیا                              | برای «اکتشاف و تحقیقات پیرامون معرفی تغییرات خاص ژن در موش‌های آزمایشگاهی با استفاده از سلولهای بنیادی جنینی». | [ ۱۰۲ ]        |
| ۲۰۰۷ |                | الیور اسمیتیز             | ایالات متحده آمریکا · بریتانیا        | برای «اکتشاف و تحقیقات پیرامون معرفی تغییرات خاص ژن در موش‌های آزمایشگاهی با استفاده از سلولهای بنیادی جنینی». | [ ۱۰۲ ]        |
| ۲۰۰۸ |                | هارالد تسور هاوزن         | آلمان                                 | برای «تحقیق در مورد سرطان دهانه رحم و ارتباط ویروس اچ‌پی‌وی با این بیماری».                                     | [ ۱۰۳ ]        |
| ۲۰۰۸ |                | فرانسواز باره سینوسی      | فرانسه                                | برای «کشف ویروس نقص ایمنی انسانی (اچ‌آی‌وی)، عامل انتقال بیماری ایدز».                                          | [ ۱۰۳ ]        |
| ۲۰۰۸ |                | لوک مونتانیه              | فرانسه                                | برای «کشف ویروس نقص ایمنی انسانی (اچ‌آی‌وی)، عامل انتقال بیماری ایدز».                                          | [ ۱۰۳ ]        |
| ۲۰۰۹ |                | الیزابت بلک‌برن            | استرالیا · ایالات متحده آمریکا        | برای «کشف چگونگی حفاظت از کروموزوم‌ها توسط تلومرها و آنزیم تلومراز».                                           | [ ۱۰۴ ]        |
| ۲۰۰۹ |                | کارول گریدر               | ایالات متحده آمریکا                   | برای «کشف چگونگی حفاظت از کروموزوم‌ها توسط تلومرها و آنزیم تلومراز».                                           | [ ۱۰۴ ]        |
| ۲۰۰۹ |                | جک ژوستاک                 | ایالات متحده آمریکا                   | برای «کشف چگونگی حفاظت از کروموزوم‌ها توسط تلومرها و آنزیم تلومراز».                                           | [ ۱۰۴ ]        |
| ۲۰۱۰ |                | رابرت ادوارد              | بریتانیا                              | برای «تلاش‌هایش در جهت درمان نازایی».                                                                          | [ ۱۰۵ ]        |
| ۲۰۱۱ |                | بروس بویتلر               | ایالات متحده آمریکا                   | برای «اکتشافات فعال سازی سیستم ایمنی ذاتی بدن».                                                               | [ ۱۰۶ ]        |
| ۲۰۱۱ |                | ژول ای. هافمن             | لوکزامبورگ                            | برای «اکتشافات فعال سازی سیستم ایمنی ذاتی بدن».                                                               | [ ۱۰۶ ]        |
| ۲۰۱۱ |                | رالف استاینمن             | ایالات متحده آمریکا · کانادا          | برای «اکتشافات فعال سازی سیستم ایمنی ذاتی بدن».                                                               | [ ۱۰۶ ]        |
| ۲۰۱۲ |                | جان گوردون                | بریتانیا                              | برای «کشف اینکه سلول‌های بالغ می‌توانند دوباره برنامه‌ریزی شوند و به سلول چندمنظوره تبدیل گردند».                | [ ۱۰۷ ]        |
| ۲۰۱۲ |                | شنایا یاماناکا            | ژاپن                                  | برای «کشف اینکه سلول‌های بالغ می‌توانند دوباره برنامه‌ریزی شوند و به سلول چندمنظوره تبدیل گردند».                | [ ۱۰۷ ]        |
| ۲۰۱۳ |                | جیمز روثمن                | ایالات متحده آمریکا                   | برای «کشف سیستم تنظیم‌کننده حمل و نقل وزیکول‌ها در داخل سلول‌ها».                                                | [ ۱۰۸ ]        |
| ۲۰۱۳ |                | رندی شکمن                 | ایالات متحده آمریکا                   | برای «کشف سیستم تنظیم‌کننده حمل و نقل وزیکول‌ها در داخل سلول‌ها».                                                | [ ۱۰۸ ]        |
| ۲۰۱۳ |                | توماس زودهوف              | ایالات متحده آمریکا · آلمان           | برای «کشف سیستم تنظیم‌کننده حمل و نقل وزیکول‌ها در داخل سلول‌ها».                                                | [ ۱۰۸ ]        |
| ۲۰۱۴ |                | جان اوکیف                 | ایالات متحده آمریکا · بریتانیا        | برای «کشف سلول سیستم موقعیت‌یابی در مغز»                                                                       | [ ۱۰۹ ]        |
| ۲۰۱۴ |                | می-بریت موزر              | نروژ                                  | برای «کشف سلول سیستم موقعیت‌یابی در مغز»                                                                       | [ ۱۰۹ ]        |
| ۲۰۱۴ |                | ادوارد موزر               | نروژ                                  | برای «کشف سلول سیستم موقعیت‌یابی در مغز»                                                                       | [ ۱۰۹ ]        |
| ۲۰۱۵ |                | ویلیام کمپبل              | جمهوری ایرلند · ایالات متحده آمریکا   | برای «کشف یک روش درمانی جدید در برابر عفونت‌های ناشی از انگل‌های کرم گرد».                                      | [ ۱۱۰ ]        |
| ۲۰۱۵ |                | ساتوشی آمورا              | ژاپن                                  | برای «کشف یک روش درمانی جدید در برابر عفونت‌های ناشی از انگل‌های کرم گرد».                                      | [ ۱۱۰ ]        |
| ۲۰۱۵ |                | یویو تو                   | چین                                   | برای «کشف یک روش درمانی جدید در برابر عفونت‌های ناشی از انگل‌های کرم گرد».                                      | [ ۱۱۰ ]        |
| ۲۰۱۶ |                | یوشینوری اسومی            | ژاپن                                  | برای «کشف و یافته‌هایش در زمینه خودخواری».                                                                     | [ ۱۱۱ ]        |
| ۲۰۱۷ |                | جفری هال                  | ایالات متحده آمریکا                   | برای «اکتشافات آنان در رابطه با مکانیسم ملکولی ساعت زیستی"».                                                  | [ ۱۱۲ ]        |
| ۲۰۱۷ |                | مایکل روزبش               | ایالات متحده آمریکا                   | برای «اکتشافات آنان در رابطه با مکانیسم ملکولی ساعت زیستی"».                                                  | [ ۱۱۲ ]        |
| ۲۰۱۷ |                | مایکل یانگ                | ایالات متحده آمریکا                   | برای «اکتشافات آنان در رابطه با مکانیسم ملکولی ساعت زیستی"».                                                  | [ ۱۱۲ ]        |
| ۲۰۱۸ |                | جیمز پی. الیسن            | ایالات متحده آمریکا                   | برای «کشف آنها در مورد درمان کردن سرطان به‌وسیلهٔ مهار اثر تنظیمی منفی سیستم ایمنی».                            | [ ۱۱۳ ]        |
| ۲۰۱۸ |                | تاسوکو هونجو              | ژاپن                                  | برای «کشف آنها در مورد درمان کردن سرطان به‌وسیلهٔ مهار اثر تنظیمی منفی سیستم ایمنی».                            | [ ۱۱۳ ]        |
| ۲۰۱۹ |                | ویلیام کیلین جونیور       | ایالات متحده آمریکا                   | برای «تحقیقاتشان در مورد چگونگی سازگاری سلول‌ها با اکسیژن قابل دسترس».                                         | [ ۱۱۴ ]        |
| ۲۰۱۹ |                | پیتر جی. ردکلیف           | بریتانیا                              | برای «تحقیقاتشان در مورد چگونگی سازگاری سلول‌ها با اکسیژن قابل دسترس».                                         | [ ۱۱۴ ]        |
| ۲۰۱۹ |                | گرگ ال. سیمنزا            | ایالات متحده آمریکا                   | برای «تحقیقاتشان در مورد چگونگی سازگاری سلول‌ها با اکسیژن قابل دسترس».                                         | [ ۱۱۴ ]        |
| ۲۰۲۰ |                | هاروی آلتر                | ایالات متحده آمریکا                   | برای «کشف ویروس هپاتیت سی».                                                                                   | [ ۱۱۵ ]        |
| ۲۰۲۰ |                | چارلز رایس                | ایالات متحده آمریکا                   | برای «کشف ویروس هپاتیت سی».                                                                                   | [ ۱۱۵ ]        |
| ۲۰۲۰ |                | مایکل هوتون               | بریتانیا                              | برای «کشف ویروس هپاتیت سی».                                                                                   | [ ۱۱۵ ]        |
| ۲۰۲۱ |                | دیوید جولیوس              | ایالات متحده آمریکا                   | برای «کشف گیرنده‌های حرارت و لمس».                                                                             | [ ۱۱۶ ]        |
| ۲۰۲۱ |                | آردم پاتاپوتیان           | ایالات متحده آمریکا · لبنان           | برای «کشف گیرنده‌های حرارت و لمس».                                                                             | [ ۱۱۶ ]        |
| ۲۰۲۲ |                | سوانته پبو                | سوئد                                  | برای «کشفیاتش در زمینه ژنوم انسان‌تبار منقرض‌شده و فرگشت انسان»                                                 | [ ۱۱۷ ]        |
| ۲۰۲۳ |                | کاتالین کاریکو            | مجارستان · ایالات متحده آمریکا        | برای «کشفیات در مورد دستکاری نوکلئوتیدی که ساخت واکسن‌های مؤثر mRNA کووید ۱۹ را ممکن کرد».                     | [ ۱۱۸ ]        |
| ۲۰۲۳ |                | درو وایسمن                | ایالات متحده آمریکا                   | برای «کشفیات در مورد دستکاری نوکلئوتیدی که ساخت واکسن‌های مؤثر mRNA کووید ۱۹ را ممکن کرد».                     | [ ۱۱۸ ]        |
| ۲۰۲۴ |                | ویکتور آمبروس             | ایالات متحده آمریکا                   | برای «کشف ریزآران‌ای و نقش آن در تنظیم پس از رونویسی ژن‌ها».                                                    | [ ۱۱۹ ]        |
| ۲۰۲۴ |                | گری راوکان                | ایالات متحده آمریکا                   | برای «کشف ریزآران‌ای و نقش آن در تنظیم پس از رونویسی ژن‌ها».                                                    | [ ۱۱۹ ]        |

## یادداشت
1. ↑   به همراه هر اسم، در صورت وجود، تصویری نیز از هر برنده جایزه نوبل ارائه شده‌است. برای دسترسی به تصاویر رسمی تهیه شده توسط بنیاد نوبل، به صفحات مربوط به هر برندهٔ جایزه نوبل در nobelprize.org مراجعه فرمائید.
2. ↑  اطلاعات ارائه شده در این ستون با استناد بر وب سایت رسمی بنیاد نوبل (nobelprize.org) نگاشته شده‌است و لزوماً بیانگر کشور زادگاه یا تابعیت شخص دریافت کتتده جایزه نیست.